# Hans-Joachim Hoppe
Hans-Joachim Hoppe (* 22. September 1945 in Hilden bei Düsseldorf) ist ein deutscher Politikwissenschaftler, Publizist und Osteuropa-Experte.

## Studium und Promotion
Das Abitur machte er am renommierten Helmholtz-Gymnasium Hilden. Sein Studium der Geschichte, Slawistik und Politologie schloss er 1977 mit einer Doktorarbeit über die „Deutsch-bulgarischen Beziehungen im Zweiten Weltkrieg“ ab. Die Arbeit beruht auf den Akten des Auswärtigen Amts in Bonn/Berlin und des Militärarchivs in Freiburg und erschien 1979 in den Studien des Instituts für Zeitgeschichte in München. Die Dissertation wurde mit einem Preis der Südosteuropa-Gesellschaft München und der Universität Köln ausgezeichnet.

## Berufsweg
Nach der Promotion bei Günther Stökl, einem der führenden Osteuropahistoriker, war Hoppe Lehrbeauftragter am Seminar für osteuropäische Geschichte der Universität Köln. Von 1976 bis 2010 war er im Hauptberuf Fachbereichsleiter für Deutsch als Fremdsprache, Russisch und andere slawische Sprachen an der Volkshochschule Köln.
Neben seiner Tätigkeit nahm er an Projekten zur Geschichte Bulgariens sowie zur Aufarbeitung des Nationalsozialismus teil, darunter einem Projekt des Instituts für Zeitgeschichte zur Zahl der jüdischen Opfer des Holocaust.
Außerdem publizierte er zahlreiche Beiträge in den Zeitschriften „Osteuropa“, und „Südosteuropa“, in der von Gerhard Wettig herausgegebenen Zeitschrift „Außenpolitik. Zeitschrift für internationale Fragen“ sowie in den Berichten des Bundesinstituts für ostwissenschaftliche und internationale Studien, Köln (heute Stiftung Wissenschaft und Politik Berlin). Zurzeit beobachtet er die aktuellen Entwicklungen in Russland, Osteuropa, Mittelasien und Kaukasus.
Darüber hinaus befasst er sich mit Fragen des Multikulturalismus, insbesondere der deutschen und ukrainischen Diaspora, am Beispiel der USA und Kanadas. Sein Artikel über die Ukrainer in Kanada wurde auch ins Russische übersetzt und in Liveinternet.ru publiziert.
Im September 1997 in der Endphase des Regimes des serbischen Präsidenten Slobodan Milošević war Hoppe als OSZE-Wahlbeobachter in Serbien eingesetzt.
Hoppe ist Mitglied des Verbands der Osteuropa-Historiker, der Südosteuropa-Gesellschaft (München) und der Deutsch-Kanadischen Gesellschaft.

## Schriften (Auswahl)
- Todor Shiwkow – Eine politische Biographie. In: Osteuropa. 5/1978, S. 399–408.
- Das Profil der neuen politischen Elite Albaniens. In: Berichte des Bundesinstituts für internationale und ostwissenschaftliche Studien. 5/1993.
- Vaclav Klaus – Ministerpräsident der Tschechischen Republik. Ein Porträt. In: Osteuropa. 11/1993, S. 1083–1087.
- Die Situation der mittel- und südosteuropäischen Länder. In: Außenpolitik. Zeitschrift für internationale Fragen. 2/1994, S. 134–145.
- Albanien, Mühsame Demokratisierung im Land der Skipetaren. In: Franz-Lothar Altmann, Edgar Hösch (Hrsg.): Reformen und Reformer in Osteuropa. Friedrich Pustet Verlag, Regensburg 1994, ISBN 3-7917-1416-3.
- Die politische Szene der Republik Makedonien. In: Berichte des Bundesinstituts für ostwissenschaftliche und internationale Studien. 47/1995.
- Das Profil der neuen bulgarischen Elite. Bundesinstitut für ostwissenschaftliche und internationale Studien 2/1996.
- Das russische IFOR-Kontingent in Bosnien. Eine Reportage. In: Osteuropa-Archiv. 1996, S. A633–A637.
- Die russische Balkan-Politik. In: Außenpolitik. Zeitschrift für internationale Fragen. 1/1998, S. 44–52.
- Die politische Führung des Milošević-Regimes. In: Berichte des Bundesinstituts für ostwissenschaftliche und internationale Studien. Nr. 26/1999.
- Säson für Könige! Macht das bulgarische Modell Schule? In: Südosteuropa Mitteilungen, 3/2002, S. 54–66.
- Die Balkanstaaten Rumänien, Jugoslawien, Bulgarien – Nationale Gegensätze und NS-Großraumpolitik. In: Erhard Forndran (Hrsg.): Innen- und Außenpolitik unter nationalsozialistischer Bedrohung. Springer Verlag, Berlin 1977, Die Kleineren Staaten, S. 161–175, doi:10.1007/978-3-322-83706-6, urn:nbn:de:1111-20120108860 (books.google.de).

## Internetpublikationen (Auswahl)
- Russland: Medwedjews Kader. In: Deutsche Welle. Fokus Ost-Südost vom 28. Mai 2009.
- Ukraine’s conflict and the Ukrainian diaspora in Canada In: Kyiv Post. 5. September 2015.
- Konflikt na Ukrainie, a diaspora ukraińska w Kanadzie (in polnischer Übersetzung), Portal Geopolityka.org, 29. Dezember 2015.